# همدان (سرار)

تعديل مصدري - تعديل

همدان هي إحدى قرى عزلة سرار بمديرية سرار التابعة لمحافظة أبين، بلغ تعداد سكانها 19 نسمة حسب تعداد اليمن لعام 2004.